# Contea di Kakamega
La Contea di Kakamega è una della 47 contee del Kenya situata nell'ex Provincia Occidentale. Al censimento del 2019 ha una popolazione di 1.867.579 abitanti. Il capoluogo della contea è Kakamega. Altre città importanti sono: Mumias, Malava, Lugari e Butere